# دوري أبطال أوروبا لكرة اليد للسيدات 2014–15
دوري أبطال أوروبا لكرة اليد للسيدات 2014–15 هو الموسم 22 من  دوري أبطال أوروبا لكرة اليد للسيدات. أقيم خلال الفترة 2014 وحتى 10 مايو 2015، وأشرف على تنظيمه الاتحاد الأوروبي لكرة اليد، وفاز فيه ŽRK Budućnost Podgorica ‏.